# Johannes der Täufer (Gwardeisk)
Die Kirche Johannes der Täufer (russisch Церковь Иоанна Предтечи/Zerkow Johanna Predtetschi) stammt aus dem frühen 16. Jahrhundert und war bis 1945 die evangelische Stadtkirche von Tapiau in Ostpreußen, heute Gwardeisk in Russland, in der sie der russisch-orthodoxen Gemeinde als Gotteshaus dient.

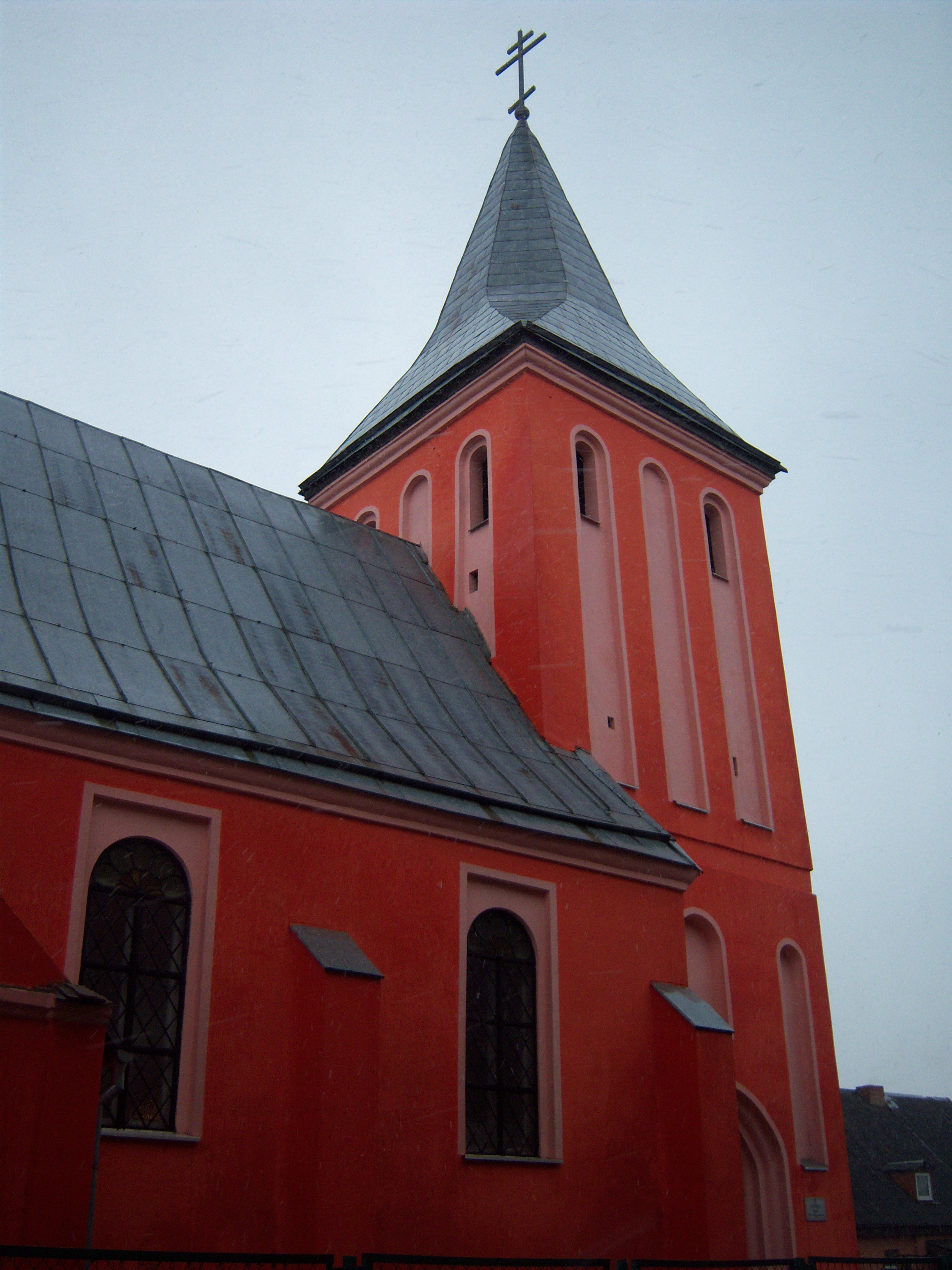
Russisch-orthodoxe Kirche Johannes des Täufers in Gwardeisk (Tapiau), bis 1945 Gotteshaus der evangelischen Pfarrgemeinde Tapiau

## Geographische Lage
Gwardeisk ist die Kreisstadt des Rajon Gwardeisk in der russischen Oblast Kaliningrad (Gebiet Königsberg (Preußen)) und liegt 20 Kilometer östlich der Oblasthauptstadt Kaliningrad (Königsberg) an der russischen Fernstraße A 229, der einstigen deutschen Reichsstraße 1, die hier von der russischen Fernstraße R 512 gekreuzt wird. Südlich der Flüsse Deime (russisch Deima) und Pregel (russisch Pregolja) befindet sich der Bahnhof Gwardeisk an der Bahnstrecke Kaliningrad–Nesterow (Königsberg–Stallupönen/Ebenrode) der einstigen Preußischen Ostbahn zur Weiterfahrt nach Litauen. Die Kirche Johannes des Täufers liegt am westlichen alten Markt, dem heutigen Ploschtschad Pobedy (Siegesplatz).

## Kirchengebäude
Bereits im Jahre 1407 wurde erwähnt, dass der Hochmeister des Deutschen Ordens, Konrad von Jungingen, der Kirche in Tapiau ein Madonnenbild gestiftet hat. Vielleicht gab es damals in Tapiau noch gar keine Kirche, wohl aber eine Burgkapelle, denn eine gemauerte Pfarrkirche wurde in Tapiau erst im Jahre 1502 errichtet. Damals amtierte ein Pfarrer Johann Forsterus, der 40 Jahre tätig gewesen sein soll.
Bei dem Kirchengebäude handelt es sich um einen chorlosen verputzten Backsteinbau mit vorgelegtem Westturm. Im Jahre 1661 brannte die Kirche ab, sie wurde 1668 renoviert. Ein weiterer Brand zerstörte das Gotteshaus im Jahre 1689 erneut, und es wurde 1694 wiedererrichtet. Ein Umbau, bei dem das Gebäude nach Osten erweitert wurde, erfolgte in den Jahren 1767/68.
Die gewölbte Decke des Innenraumes war mit biblischen Motiven bemalt. Der Altar und die Kanzel entstanden, ebenso wie der Beichtstuhl, um 1694. Die Vereinigung zu einem Kanzelaltar wurde wohl 1767/68 vollzogen.
In der Sakristei war ein für diesen Ort geschaffenes Triptychon zu sehen: In der Mitte Jesus am Kreuz, links der Apostel Paulus, rechts der Evangelist Matthäus. Es stammte von Lovis Corinth (1858–1925), der es seiner Taufkirche geschenkt hat.
Die Orgel stammte aus dem Jahre 1870, die Glocken aus den Jahren 1684 und 1840.
Die einstige Tapiauer evangelische Stadtkirche wurde im Zweiten Weltkrieg nur unwesentlich in Mitleidenschaft gezogen. Sie wurde dann jedoch zweckentfremdet und als Lager und Geschäftshaus genutzt. Bis 1991 hielt das Gebäude in seiner Substanz der Verrottung stand, dann wurde sie der Russisch-orthodoxen Kirche übereignet. Sie renovierte die Kirche 1998, stattete sie – orthodoxer Tradition entsprechend – mit einer Ikonostase aus und weihte sie Johannes dem Täufer.

## Kirchengemeinde

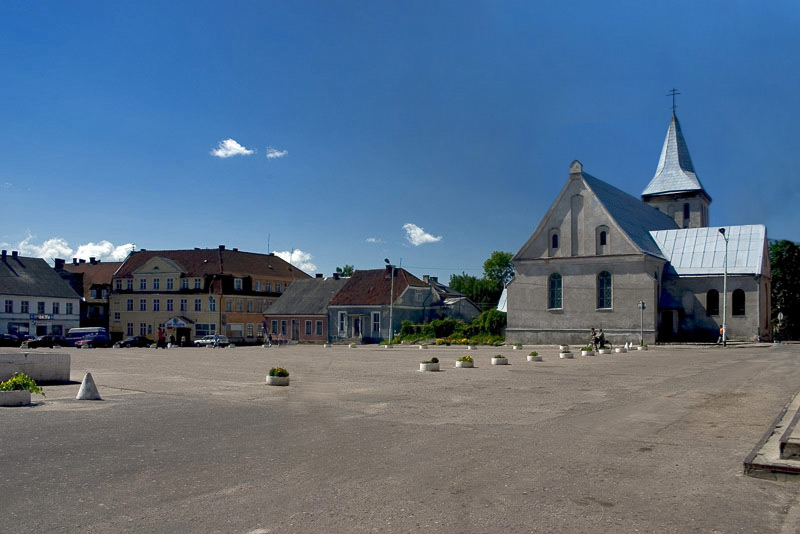
Lage der Kirche am Siegesplatz in Gwardeisk, dem ehemaligen alten Markt in Tapiau

### Evangelisch

#### Kirchengeschichte
Tapiau wurde in den letzten vorreformatorischen Jahren ein Kirchort. Schon früh hielt hier die Reformation Einzug, deren Verwaltungsstrukturen Tapiau zunächst der Inspektion des Königsberger Oberhofpredigers, dann aber bis 1945 dem Kirchenkreis Wehlau (heute russisch Snamensk) in der Kirchenprovinz Ostpreußen der Kirche der Altpreußischen Union zuordneten. Ab 1735 wurde eine zweite Pfarrstelle eingerichtet, und Ende des 18. Jahrhunderts wurde eine zusätzliche Predigerstelle errichtet, deren Amtsinhaber die Betreuung der im ehemaligen Ordensschloss untergebrachten Landarmen-, später auch Besserungsanstalt, übernahm. Ab 1898 war dieser Bereich eine eigene Anstaltsgemeinde der Provinzial-Heil- und Pflegeanstalt Tapiau.
Zur Tapiauer Stadtkirche gehörte vor 1945 ein weitläufiges Kirchspiel mit mehr als 20 Kirchspielorten. Im Jahre 1925 zählte die Pfarrei 7.600 Kirchenglieder, von denen 1.400 zur Anstaltsgemeinde gehörten.
Aufgrund der Ereignisse des Zweiten Weltkrieges mit Flucht und Vertreibung der einheimischen Bevölkerung sowie der restriktiven Kirchenpolitik des Regimes der Sowjetunion kam das evangelisch-kirchliche Leben in Tapiau zum Erliegen. Erst im Jahre 1997 bildete sich in Gwardeisk wieder eine evangelisch-lutherische Gemeinde, die eine Filialgemeinde der Auferstehungskirche in Kaliningrad (Königsberg) ist und zur Propstei Kaliningrad der Evangelisch-lutherischen Kirche Europäisches Russland gehört.

#### Kirchspielorte
Zum Kirchspiel Tapiaus gehörten die Orte:
| Name                             | Russischer Name |  | Name             | Russischer Name |
| -------------------------------- | --------------- |  | ---------------- | --------------- |
| *Altenfelde                      |                 |  | Neuendorf        | Kruglowka       |
| Bieberswalde                     | Rutschji        |  | Pomauden         | Luschki         |
| Damerau, bis 1938: Adlig Damerau |                 |  | Pregelswalde     | Saretschje      |
| Eisingen                         |                 |  | *Romau           | Rownoje         |
| Freiwalde                        |                 |  | Sielacken        | Poljana         |
| Frischenau                       | Jelnjaki        |  | Tapiau           | Gwardeisk       |
| Hasenberg                        | Prigorodnoje    |  | Tapiau-Großhof   |                 |
| Imten                            | Karjernoje      |  | *Tapiau-Kleinhof |                 |
| Lindenhof                        |                 |  | Tapiau-Neuhof    |                 |
| *Magotten                        | Retschnoje      |  | Tiefenthamm      |                 |
| Koddien                          |                 |  | Zohpen           | Suworowo        |

(* = Schulorte)

#### Pfarrer
In Tapiau waren bis 1945 als Geistliche tätig:
- Stadtkirche I:

| - NN., 1527. - Paul Grünwald, bis 1545. - Johann Förster, 1545–1568 - Christoph Schröder, 1570–1577 - Johann Hostus, 1579–1591 - Johann Hirsler, 1591–1600 - Josua Haubold, 1600–1610 - Christoph Radicke, 1610–1643 - Matthias Sethus, 1627–1631 - Johann Contenius, 1631–1642 - Heinrich Cruse, 1643–1665 - Johann Steinröck, 1660–1665 - Christoph Rieger, 1665–1679 - Erdmann Lehmann, 1679–1684 | - Georg Meyer, 1684–1699 - Gottfried Engelbrecht, 1699–1743 - David Woldenscheer, 1743–1755 - Friedrich Christoph Hoffmann, 1755–1758 - Friedrich Goldbeck, 1758–1801 - Friedrich Erhard Jester, 1801–1808 - Friedrich Ludwig Bruno, 1808–1828 - Carl Friedrich Ventzky, 1828–1832 - Karl Wilhelm Ferdinand Bobrick, 1832–1861 - August Erhard Schiewe, 1862–1892 - Wilhelm Dittmar, 1892–1905 - Wilhelm Reinh. Kittlaus, 1906–1929 - Walter Machmüller, 1929–1933 - Hans Schneider, 1933–1945 |

- Stadtkirche II:

| - David Woldenscheer, 1735–1744 - Johann Christoph Grube, 1744–1750 - Friedrich Christoph Hoffmann, 1751–1755 - Friedrich Goldbeck, 1755–^1758 - Gottfried Dingen, 1758–1768 - Friedrich Erhard Jester, 1768–1801 - Friedrich Wilhelm Huwe, 1802–1803 - Christoph Th. Sembrowski, 1804–1848 - Emil Hein, 1850–1851 | - Wilhelm August Neumann, 1852–1873 - Leopold Eugen Muellner, 1873. - Carl Ludwig Matthes, 1874–1899 - Ernst Wengel, 1899–1913 - Willy Behnke, 1903–1905 - Wilhelm August Woelk, 1913–1914 - Hans Schneider, 1914–1933 - Georg Müller, 1933–1938 - Johannes Hermann Grau, 1939–1943 |

- Heil- und Pflegeanstalt:

| - Christoph Benjamin Dietrich, 1794–1799 - Johann Ludwig Böttcher, 1799–1806 - Carl Gotthard Mill, 1806–1810 - Johann Gottlieb Reyländer, 1811–1818 - Ernst Heinrich Bruno, 1818–1827 - Christoph Th. Sembrowski, 1827–1834 - Georg W. Schiefferdecker, 17´834–1838 - Friedrich Tappenteit, 1838–1856 - Wilhelm Hermann Julius Eichler, 1856–1859 - Johann Constantin Wilhelm Wedemann, 1859–1865 | - Albert Friedrich W. Herm. Herford, 1865–1867 - Carl Fr. Gustav Zimmermann, 1867–1873 - Rudolf bernhard Riedel, 1874–1882 - Arthur Theodor Ludwig Puzig, 1883–1886 - Friedrich Wilhelm Mäckelburg, 1886. - Reinhold Theodor Dembowski, 1887–1894 - Franz Friczewski, 1894–1897 - Kurt E.G. Viergutz, 1898–1907 - Paul Kaschade, 1907–1910 - Richard Bernhard Böhnke, 1910–1945 |

### Orthodox
Im Jahre 1991 übernahm die Russisch-orthodoxe Kirche das inzwischen marode gewordene Gebäude der Stadtkirche Tapiau und setzte es grundlegend instand. Als „Kirche Johannes der Täufer“ ist die ehemalige Stadtkirche nun ein Gotteshaus dieser Kirche, die seit 2009 zur Diözese Kaliningrad und Baltijsk gehört.